# Prochy Angeli
Prochy Angeli (ang. Angela’s Ashes) – amerykańsko-irlandzki dramat obyczajowy z 1999 roku w reżyserii Alana Parkera, zrealizowany na podstawie powieści Franka McCourta Popiół i żar. Chociaż akcja filmu związana jest głównie z miastem Limerick, większość zdjęć kręcono w Cork.

## Fabuła
1935 rok. W Brooklynie, w małym pokoiku mieszka irlandzka rodzina McCourt. Ojciec pije, czworo dzieci głoduje, matka próbuje utrzymać dom. Po śmierci nowo narodzonego dziecka, rodzina decyduje się wrócić do Irlandii. Ale tam życie nie jest łatwiejsze. Ojciec nie mogąc znaleźć pracy, coraz bardziej pogrąża się w alkoholu, z powodu niedożywienia umierają bliźniacy. Frank, najstarszy syn Angeli, decyduje się powrócić do USA, nie chcąc się upodobnić do ojca...

## Obsada
- Emily Watson – Angela McCourt
- Robert Carlyle – Malachy (Ojciec)
- Joe Breen – Młody Frank
- Michael Legge – Starszy Frank
- Ronnie Masterson – Babcia Sheehan
- Pauline McLynn – Ciocia Aggie
- Liam Carney – Wujek Pa Keating
- Eanna MacLiam – Wujek Pat
- Andrew Bennett – Narrator

## Nagrody i nominacje
Oscary za rok 1999
- Najlepsza muzyka – John Williams (nominacja)

Złote Globy 1999
- Najlepsza muzyka – John Williams (nominacja)

Nagrody BAFTA 1999
- Najlepsze zdjęcia – Michael Seresin (nominacja)
- Najlepsza scenografia – Geoffrey Kirkland (nominacja)
- Najlepsza aktorka – Emily Watson (nominacja)